# UBE2C
UBE2C (англ. Ubiquitin conjugating enzyme E2 C) – білок, який кодується однойменним геном, розташованим у людей на короткому плечі 20-ї хромосоми. Довжина поліпептидного ланцюга білка становить 179 амінокислот, а молекулярна маса — 19 652.
| 10         |  | 20         |  | 30         |  | 40         |  | 50         |
| ---------- |  | ---------- |  | ---------- |  | ---------- |  | ---------- |
| MASQNRDPAA |  | TSVAAARKGA |  | EPSGGAARGP |  | VGKRLQQELM |  | TLMMSGDKGI |
| SAFPESDNLF |  | KWVGTIHGAA |  | GTVYEDLRYK |  | LSLEFPSGYP |  | YNAPTVKFLT |
| PCYHPNVDTQ |  | GNICLDILKE |  | KWSALYDVRT |  | ILLSIQSLLG |  | EPNIDSPLNT |
| HAAELWKNPT |  | AFKKYLQETY |  | SKQVTSQEP  |  |            |  |            |

A: Аланін

C: Цистеїн

D: Аспарагінова кислота

E: Глутамінова кислота

F: Фенілаланін

G: Гліцин

H: Гістидин

I: Ізолейцин

K: Лізин

L: Лейцин

M: Метіонін

N: Аспарагін

P: Пролін

Q: Глутамін

R: Аргінін

S: Серин

T: Треонін

V: Валін

W: Триптофан

Кодований геном білок за функціями належить до трансфераз, фосфопротеїнів. 
Задіяний у таких біологічних процесах, як клітинний цикл, поділ клітини, мітоз, убіквітинування білків, ацетилювання, альтернативний сплайсинг. 
Білок має сайт для зв'язування з АТФ, нуклеотидами. 